# The Quiet Offspring
The Quiet Offspring è il quarto album in studio del gruppo musicale norvegese Green Carnation, pubblicato nel 2005.

## Tracce
1. The Quiet Offspring – 4:05
2. Between the Gentle Small and the Standing Tall – 4:15
3. Just When You Think It's Safe – 5:18
4. A Place for Me – 5:26
5. The Everlasting Moment – 5:09
6. Purple Door, Pitch Black – 4:12
7. Childsplay - Part I – 4:47
8. Dead But Dreaming – 5:26
9. Pile of Doubt – 5:56
10. When I Was You – 7:22
11. Childsplay - Part II – 4:23

## Formazione
- Kjetil Nordhus – voce
- Terje Vik Schei (alias Tchort) – chitarra
- Michael Krumins – chitarra
- Stein Roger Sordal – basso, chitarra
- Kenneth Silden – tastiera
- Anders Kobro – batteria